# Conchita Sáenz
Conchita Sáenz (Ciudad de México, México; 6 de junio de 1881 - Ciudad de México, 19 de noviembre de 1966) fue una actriz mexicana de la Época de Oro del cine mexicano que figuró como personaje de reparto o soporte.
Conchita fue una excelente actriz de soporte que supo sacarle jugo a cada papel por pequeño que fuera, al grado de robar cámara a la misma protagonista, en un duelo de actuación. Su enorme fuerza y natural presencia se vio reflejada en cada película que le tocó trabajar.
La recordamos al interpretar a la Nana Nicanora en la película Bugambilia de 1945 al lado de Dolores del Río; una Nana consentidora y alcahueta que cumplía hasta el más mínimo capricho de su niña Amalia de los Robles. Una consejera y cómplice que le ayudaba a sortear mil ocurrencias. De antología fue la escena en que la Nana Nicanora toma los pétalos de Bugambilia y los esparce sobre la tina para que su niña Amalia tome su baño.
Concepción Sáenz de Manzano, estuvo casada con el actor Don Julio Manzano y fue madre de los también actores Celia, Virginia y Miguel Manzano.
Conchita Sáenz tuvo la oportunidad de alternar con figuras de la talla de Dolores del Río, Fernando Soler, Julio Villarreal, Alberto Galán, Joaquín Pardavé, Pedro Armendáriz, Adriana Lamar, entre muchos más a lo largo de una vasta trayectoria en el cine mexicano.
La actriz falleció un 19 de noviembre de 1966, fue sepultada en el lote de  actores del Panteón Jardín, en la Ciudad de México junto a su esposo y su hijo Miguel.

## Filmografía
- 1951 La hija de la otra ... Mujer en mercado (sin crédito)
- 1951 Arrabalera ... Mujer gruñona en mercado (sin crédito)
- 1946 Pepita Jiménez ... Tía Casilda
- 1945 Bugambilia ...  Nicanora, nana (como Concha Sanz).
- 1944 Me ha besado un hombre ... Concha (sin crédito)
- 1944 Los hijos de Don Venancio ...Tía de Luis (sin crédito)
- 1943 La razón de la culpa ... Sofía
- 1942 Soy puro mexicano ... Mamá de Conchita (como Concha Sáenz)
- 1942 El barbero prodigioso ... Doña Sabina, ricachona del pueblo (sin crédito)
- 1940 Los apuros de Narciso
- 1938 El beso mortal
- 1938 Huapango ... Cocinera